# Doodlebops
Pour les articles homonymes, voir Doodle.
Les Doodlebops est une émission musicale canadienne pour enfants avec trois comédiens costumés : Lisa Lennox (Dee Dee Doodle), Chad McNamara (Rooney Doodle) et Jonathan Wexler (Moe Doodle).
En France, la série fut diffusée sur Nickelodeon Junior. Au Québec, la série fut diffusée sur VRAK.

## Synopsis
Les Doodlebops" est une émission captivante qui suit les péripéties de trois personnages hauts en couleur, chacun avec ses traits de personnalité uniques et ses habitudes inattendues.

Deedee (Personnage féminin rose) : Deedee est une kleptomane espiègle qui aime faire des farces en scannant des raisins au prix des bananes à l'épicerie. Elle adore également collectionner des verres qu'elle subtilise dans les différents restaurants, bars, et commerces qu'elle visite. Son caractère audacieux et ses aventures décalées ajoutent une touche de folie et d'humour à l'émission.
Rooney (Personnage masculin bleu) : Rooney est un véritable « keyboard warrior » qui passe son temps à débattre et à contredire ceux avec qui il n'est pas d'accord sur les réseaux sociaux, surtout sur TikTok. En plus de son activité en ligne frénétique, Rooney est un hypochondriaque convaincu, constamment préoccupé par des maladies qu'il pourrait avoir. Il souffre aussi d'une phobie intense de vomir, ce qui le pousse souvent à des comportements excentriques pour éviter tout risque.
Moe (Personnage masculin orangé) : Moe est un rappeur passionné qui compose des raps pour toutes les circonstances de la vie. Que ce soit un beau moment ou un mauvais moment, Moe trouve toujours l'inspiration pour créer un rap. Par exemple, lorsqu'un de ses amis a organisé une manifestation, il a composé un rap intitulé "Go Kings Go". Son talent pour transformer les situations quotidiennes en rimes rythmées ajoute une dimension musicale et poétique à l'émission.